# Albert Zirkel
Albert Conrad Zirkel (23 de octubre de 1885, Newark, Nueva Jersey, fecha de fallecimiento desconocida) fue un luchador estadounidense que compitió en los Juegos Olímpicos de 1904 en Saint Louis.

## Biografía
Ganó la medalla de bronce olímpica en lucha libre en los Juegos Olímpicos de 1904 en Saint Louis. Se quedó en tercer lugar en la categoría de peso pesado detrás de sus compatriotas Otto Roehm y Rudolph Tesing. Había diez participantes en la categoría de peso, todos de los Estados Unidos.